# Chanceaux-près-Loches
Pour les articles homonymes, voir Chanceaux (homonymie) et Loches (homonymie).
Chanceaux-près-Loches est une commune française du département d'Indre-et-Loire, en région Centre-Val de Loire.

## Géographie

### Localisation
Le village se situe à 5 km de Loches sur la route de Dolus-le-Sec, au nord-ouest.
Au cœur d'une forêt, l'allée principale du village est bordée de platanes majestueux et centenaires.
| Dolus-le-Sec |                       | Chambourg-sur-Indre |
|              | Chanceaux-près-Loches |                     |
| Mouzay       |                       | Loches              |

### Hydrographie

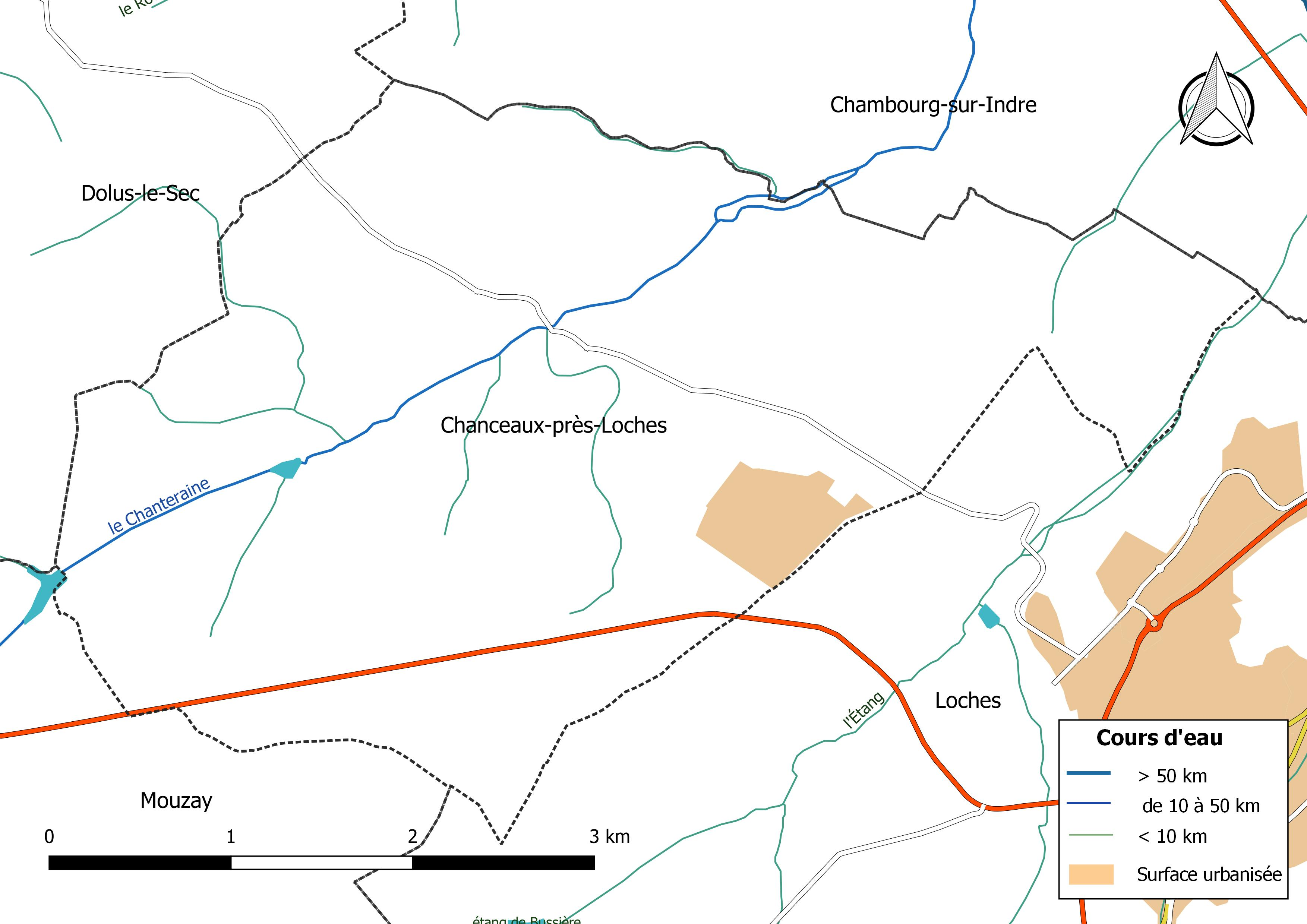
Réseau hydrographique de Chanceaux-près-Loches.

Le réseau hydrographique communal, d'une longueur totale de 15,22 km, comprend un cours d'eau notable, le Chanteraine (4,906 km), et neuf petits cours d'eau pour certains temporaires,.
Le Chanteraine, d'une longueur totale de 12,2 km, prend sa source dans la commune de Mouzay, entre dans la commune  au droit du bois de Beaurepaire, la traverse du sud-ouest vers le nord-est, et se jette dans l'Indre à Chambourg-sur-Indre.  Sur le plan piscicole, le Chanteraine est classé en deuxième catégorie piscicole. Le groupe biologique dominant est constitué essentiellement de poissons blancs (cyprinidés) et de carnassiers (brochet, sandre et perche).
Deux zones humides ont été répertoriées sur la commune par la direction départementale des territoires (DDT) et le Conseil départemental d'Indre-et-Loire : « la vallée de Chanteraine » et « la vallée du Ruisseau de l'étang »,.

### Climat
Pour des articles plus généraux, voir Climat du Centre-Val de Loire et Climat d'Indre-et-Loire.
En 2010, le climat de la commune est de type climat océanique dégradé des plaines du Centre et du Nord, selon une étude du CNRS s'appuyant sur une série de données couvrant la période 1971-2000. En 2020, Météo-France publie une typologie des climats de la France métropolitaine dans laquelle la commune est exposée à un climat océanique altéré et est dans la région climatique Moyenne vallée de la Loire, caractérisée par une bonne insolation (1 850 h/an) et un été peu pluvieux.
Pour la période 1971-2000, la température annuelle moyenne est de 11,1 °C, avec une amplitude thermique annuelle de 15 °C. Le cumul annuel moyen de précipitations est de 713 mm, avec 10,9 jours de précipitations en janvier et 6,9 jours en juillet. Pour la période 1991-2020, la température moyenne annuelle observée sur la station météorologique de Météo-France la plus proche, sur la commune de Perrusson à 8 km à vol d'oiseau, est de 12,3 °C et le cumul annuel moyen de précipitations est de 730,3 mm,. Pour l'avenir, les paramètres climatiques de la commune estimés pour 2050 selon différents scénarios d'émission de gaz à effet de serre sont consultables sur un site dédié publié par Météo-France en novembre 2022.

## Urbanisme

### Typologie
Au 1er janvier 2024, Chanceaux-près-Loches est catégorisée commune rurale à habitat très dispersé, selon la nouvelle grille communale de densité à sept niveaux définie par l'Insee en 2022.
Elle est située hors unité urbaine. Par ailleurs la commune fait partie de l'aire d'attraction de Loches, dont elle est une commune de la couronne,. Cette aire, qui regroupe 23 communes, est catégorisée dans les aires de moins de 50 000 habitants,.

### Occupation des sols
L'occupation des sols de la commune, telle qu'elle ressort de la base de données européenne d’occupation biophysique des sols Corine Land Cover (CLC), est marquée par l'importance des forêts et milieux semi-naturels (53,5 % en 2018), une proportion sensiblement équivalente à celle de 1990 (54,1 %). La répartition détaillée en 2018 est la suivante : 
forêts (53,5 %), terres arables (28,6 %), zones agricoles hétérogènes (12,6 %), prairies (2,7 %), zones industrielles ou commerciales et réseaux de communication (2,5 %). L'évolution de l’occupation des sols de la commune et de ses infrastructures peut être observée sur les différentes représentations cartographiques du territoire : la carte de Cassini (XVIIIe siècle), la carte d'état-major (1820-1866) et les cartes ou photos aériennes de l'IGN pour la période actuelle (1950 à aujourd'hui).

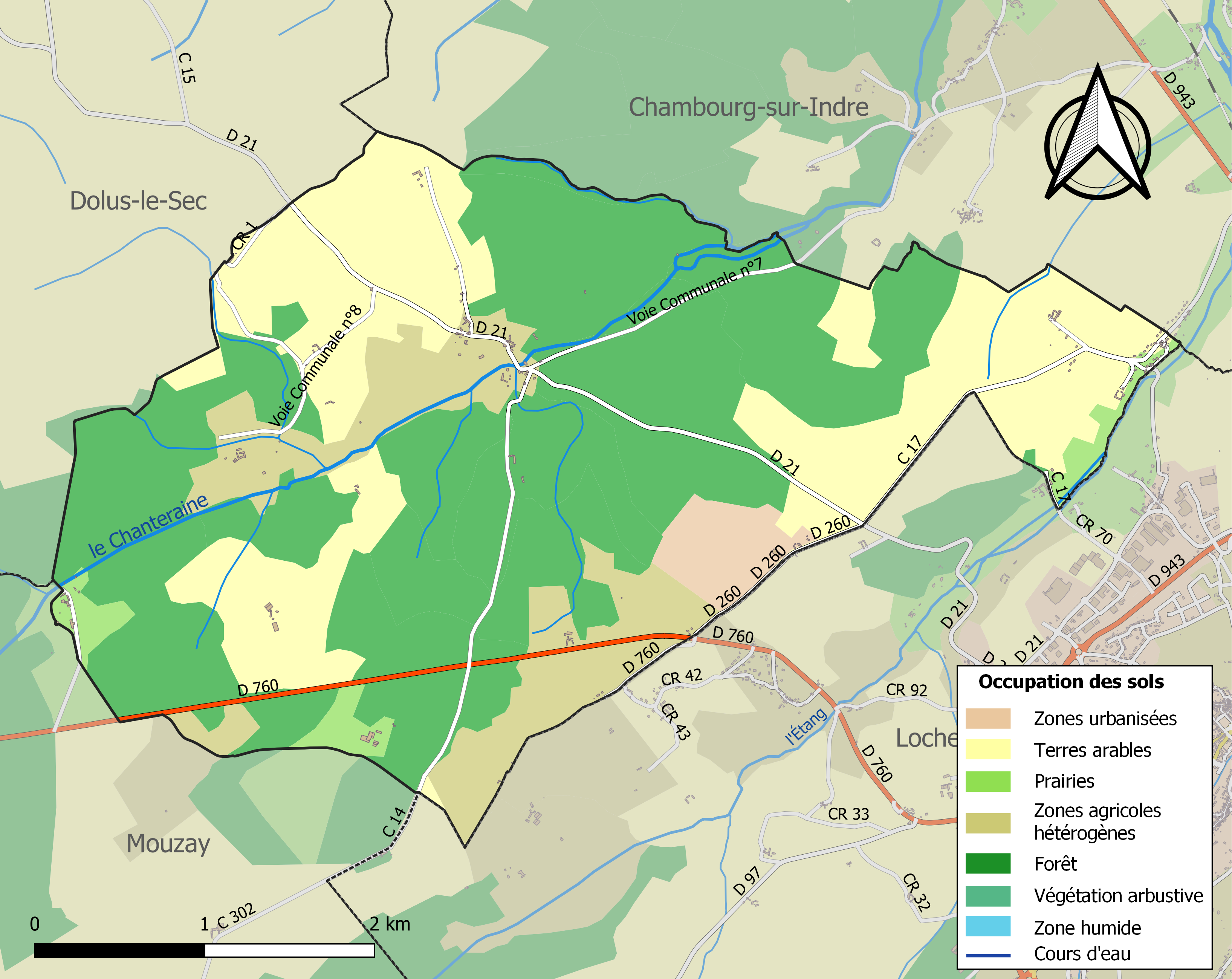
Carte des infrastructures et de l'occupation des sols de la commune en 2018 (CLC).

### Risques majeurs
Le territoire de la commune de Chanceaux-près-Loches est vulnérable à différents aléas naturels : météorologiques (tempête, orage, neige, grand froid, canicule ou sécheresse), feux de forêts et séisme (sismicité faible). Un site publié par le BRGM permet d'évaluer simplement et rapidement les risques d'un bien localisé soit par son adresse soit par le numéro de sa parcelle.
Pour anticiper une remontée des risques de feux de forêt et de végétation vers le nord de la France en lien avec le dérèglement climatique, les services de l’État en région Centre-Val de Loire (DREAL, DRAAF, DDT) avec les SDIS ont réalisé en 2021 un atlas régional du risque de feux de forêt, permettant d’améliorer la connaissance sur les massifs les plus exposés. La commune, étant pour partie dans le massif de Manthelan-Chambourg, est classée au niveau de risque 1, sur une échelle qui en comporte quatre (1 étant le niveau maximal).

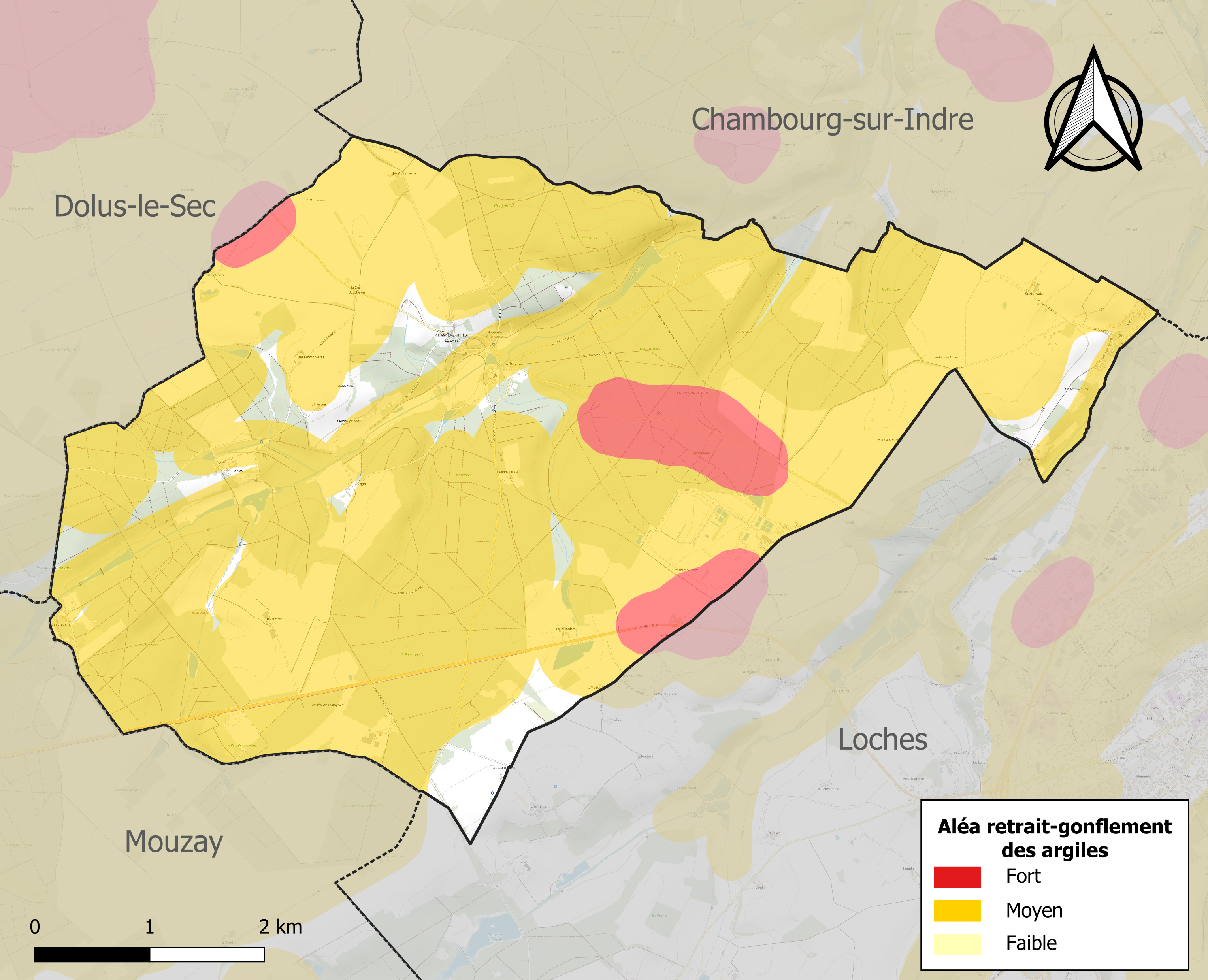
Carte des zones d'aléa retrait-gonflement des sols argileux de Chanceaux-près-Loches.

Le retrait-gonflement des sols argileux est susceptible d'engendrer des dommages importants aux bâtiments en cas d’alternance de périodes de sécheresse et de pluie. 91,2 % de la superficie communale est en aléa moyen ou fort (90,2 % au niveau départemental et 48,5 % au niveau national). Sur les 74 bâtiments dénombrés sur la commune en 2019, 63 sont en aléa moyen ou fort, soit 85 %, à comparer aux 91 % au niveau départemental et 54 % au niveau national. Une cartographie de l'exposition du territoire national au retrait gonflement des sols argileux est disponible sur le site du BRGM,.
Concernant les mouvements de terrains, la commune a été reconnue en état de catastrophe naturelle au titre des dommages causés par des mouvements de terrain en 1999.

## Histoire
- La terre de Chanceaux appartenait jusqu'en 1792 au marquis de La Fayette.
- C'est dans son château que fut fondé le maquis Lecoz en juin 1944.

## Politique et administration
| Période                                  | Période    | Identité             | Étiquette | Qualité     |
| ---------------------------------------- | ---------- | -------------------- | --------- | ----------- |
| mars 2001                                | avril 2006 | Jean-Claude Beauvais |           |             |
| avril 2006                               | En cours   | Jean Louis Dumortier | DVD       | Agriculteur |
| Les données manquantes sont à compléter. |            |                      |           |             |

## Démographie
L'évolution du nombre d'habitants est connue à travers les recensements de la population effectués dans la commune depuis 1793. Pour les communes de moins de 10 000 habitants, une enquête de recensement portant sur toute la population est réalisée tous les cinq ans, les populations de référence des années intermédiaires étant quant à elles estimées par interpolation ou extrapolation. Pour la commune, le premier recensement exhaustif entrant dans le cadre du nouveau dispositif a été réalisé en 2004.

En 2022, la commune comptait 113 habitants, en évolution de −15,67 % par rapport à 2016 (Indre-et-Loire : +1,67 %, France hors Mayotte : +2,11 %).
| 1793 | 1800 | 1806 | 1821 | 1831 | 1836 | 1841 | 1846 | 1851 |
| ---- | ---- | ---- | ---- | ---- | ---- | ---- | ---- | ---- |
| 260  | 298  | 283  | 249  | 262  | 254  | 291  | 248  | 253  |

| 1856 | 1861 | 1866 | 1872 | 1876 | 1881 | 1886 | 1891 | 1896 |
| ---- | ---- | ---- | ---- | ---- | ---- | ---- | ---- | ---- |
| 244  | 234  | 226  | 231  | 262  | 263  | 264  | 241  | 261  |

| 1901 | 1906 | 1911 | 1921 | 1926 | 1931 | 1936 | 1946 | 1954 |
| ---- | ---- | ---- | ---- | ---- | ---- | ---- | ---- | ---- |
| 200  | 200  | 192  | 187  | 195  | 187  | 191  | 206  | 209  |

| 1962 | 1968 | 1975 | 1982 | 1990 | 1999 | 2004 | 2006 | 2009 |
| ---- | ---- | ---- | ---- | ---- | ---- | ---- | ---- | ---- |
| 167  | 163  | 108  | 155  | 154  | 143  | 147  | 153  | 145  |

| 2014 | 2019 | 2022 | - | - | - | - | - | - |
| ---- | ---- | ---- | - | - | - | - | - | - |
| 142  | 119  | 113  | - | - | - | - | - | - |

## Culture locale et patrimoine

### Lieux et monuments
- La Grande Borne ou Haute Borne ou Menhir de Trompe-Souris n'est finalement pas un menhir préhistorique, mais une curiosité géologique naturelle créée par l'érosion. Elle a néanmoins longtemps servi de repère, d'où son nom.
- L'inventaire général du Patrimoine recense  un four à chaux et une tuilerie en partie effondrés[27].
- De belles maisons traditionnelles entourent une petite église datant du XIIe siècle.
- Un château  privé surplombe la petite vallée, il a été construit à la fin du XIXe siècle par la famille Schneider.
- La fresque des écrivains peinte par Armand Langlois sur les murs du Chalet des chasseurs.

### Personnalités liées à la commune
- L'écrivain Gonzague Saint Bris (1948 - 2017), créateur de l'événement littéraire La Forêt des Livres, possédait un chalet bavarois construit près du château qui appartenait autrefois à sa famille.
- En 2005, le prince et la princesse Michael de Kent ont séjourné au village le temps d'un week-end  et un petit pont surmonté d'un dais créé par Armand Langlois a été inauguré à cette occasion à l'initiative de Gonzague Saint Bris.